# Бож-Али
«Бож-Али́» (первоначально «Падение Бож-Али») — спектакль, премьера которого состоялась 1 мая 1965 года в Чеченском государственном драматическом театре. Спектакль стал классикой чеченского театра и Чеченский драмтеатр открывает им каждый театральный сезон.

## Действующие лица и первые исполнители ролей
- Бож-Али́ — Муталип Давлетмирзаев;
- Зула́й, жена Бож-Али, доярка, передовик производства — Тамара Алиева;
- Сутарби́, спекулянт — Альви Дениев;
- Ма́йма, знахарка и гадалка — Асет Исаева;
- Абу́бешар, дядя Бож-Али — Яраги Зубайраев;
- Баба́ци — Хулима́т Мустапа́ева;
- Рамза́н, парторг — Юсуп Идаев;
- Ава́лу — Ахъяд Гайтукаев.

## Сюжет

### Картина 1
Бож-Али приходит в себя после похмелья (его уволили с работы и он заливает горе). К нему домой приходит за долгом Сутарби, вернувшийся из заключения. Поняв, что денег у Бож-Али нет, он пытается забрать в залог ковёр. Однако Бож-Али отнимает ковёр и выгоняет гостя.
Домой после работы приходит его жена. Бож-Али спрашивает у неё, когда он вчера пришёл домой. Она рассказывает, что домой её муж не приходил: его средь бела дня принесли его ближайшие родственники. Бож-Али очень расстроен, но не своим пьянством, а тем, что его «застукали».
Зулай рассказывает о своей работе: она хочет поменяться коровами с другой дояркой, у которой результаты работы хуже, чтобы повысить их надои. Но её идея не находит поддержки у мужа.
Начинается гроза. К Зулай приезжает Рамзан. Он просит её передать Бож-Али просьбу вывезти сено, пока оно не намокло под дождём. Поначалу Бож-Али не желает ехать, но Зулай удаётся уговорить его. Сама же идёт на ферму проведать своих коров.

### Картина 2
Доярки собираются на перерыв. Со стонами приходит Бирлант: её лягнула корова. Она отказывается от помощи своих коллег, потому что собирается обратиться к Майме. Майма уже продала Бирлант приворотное зелье и теперь её ухажёр без ума от Бирлант.
Зулай и Бирлант договариваются поменяться коровами. Зулай утверждает, что сможет через год получать от своих новых коров столько же молока, сколько от нынешних. Зулай и Бирлант заключают пари.

### Картина 3
Домой, громко ругаясь, приходит возмущённый Бож-Али. Ему предложили работать водовозом. Он считает это предложение оскорбительным для такого опытного водителя, как он.
Входит Майма. Она жалуется Бож-Али на его жену: Зулай говорила, что Майма своими гаданиями морочит людей, обещала написать о ней статью в газету. На это Бож-Али отвечает: не надо рассказывать людям, что Бож-Али водится с бесами. Майма, осыпая Бож-Али проклятиями и грозя наслать на его дом всевозможные напасти, убегает.
Приходит с работы Зулай. Бож-Али выговаривает ей за визит к Майме: она вдова его дяди, старая женщина, нужно иметь к ней уважение.
Зулай спрашивает, почему он не приехал на работу. Это возмущает Бож-Али. Он требует, чтобы жена больше не говорила ему об этом — никто из его предков не был водовозом, и он не будет.
Бож-Али узнаёт, что Зулай обменяла своих коров. Он высказывает недовольство, что жена сделала это не посоветовавшись с ним. Зулай уходит в клуб на вечеринку, несмотря на возмущение Бож-Али.
Приходит Сутарби с мешком и оставляет его на хранение у Бож-Али. Сутарби жалуется, что не может решить свои проблемы с уходом на пенсию. Он просит содействия Бож-Али по устройству на какое-нибудь доходное место. Бож-Али возражает: ещё месяца не прошло со времени возвращения Сутарби из заключения. После беседы оба отправляются на поиски работы.

### Картина 4
Бож-Али поздно ночью усталый приходит домой. Зулай, съёжившись в кресле, ждёт его возвращения. Бож-Али объясняет, что ездил по колхозам искать работу.
Зулай замечает кольцо на пальце Бож-Али. Муж поясняет, что это кольцо дала ему вдова. В ответ на просьбу жены не шутить так, он отвечает: ничего удивительного, есть по меньшей мере два десятка женщин, желающих выйти за него. Супруги ссорятся. Бож-Али поясняет, что он пошутил. Но Зулай оскорблена до глубины души. Она уходит из дома.
С криками радости приходит Майма. Она узнала, что Зулай ушла от Бож-Али, и пришла в этом убедиться. Бож-Али сообщает, что собирается жениться повторно и просит одолжить 200 рублей на свадьбу. У Маймы вдруг портится настроение и самочувствие. Она клянётся, что у неё нет таких денег. Бож-Али вдруг «вспоминает», что Сутарби хочет жениться на Майме. Растроганная приятной новостью она одалживает деньги.
Приходит Сутарби. Бож-Али просит одолжить деньги на свадьбу. Сутарби обещает их дать при условии, что Бож-Али продаст товар, который лежит в мешке, оставленном у Бож-Али.
Они перебирают кандидатуры потенциальных невест. Выбор падает на Бабаци из соседнего села. После совместной попойки они отправляются на смотрины.

### Картина 5
Бож-Али и Сутарби приходят на вечеринку в соседнее село. Бож-Али делает предложение Бабаци. Она его отвергает. Бож-Али снова и снова повторяет своё предложение, но Бабаци непреклонна. Недовольный Бож-Али становится резок, за Бабаци вступаются присутствующие. Напряжение нарастает, пока, наконец, не завершается потасовкой.
Избитый и перевязанный Бож-Али сидит дома. Приходит Майма, покрасившая волосы. Бож-Али отговаривает её выходить замуж за Сутарби и возвращает одолженные у неё деньги. Майма осматривает раны, рассказывает Бож-Али о необходимых лечебных процедурах, каждая из которых вызывает ужас у Бож-Али и от каждой он отказывается. Бож-Али жалуется на слух: после драки у него стреляет в ухе. Чтобы вылечить его Майма наливает в ухо горячее масло. Бож-Али с криками и проклятиями вскакивает. После препирательств Майма осыпает его проклятиями и убегает.
Вбегает Сутарби. Он пытается что-то сказать Бож-Али, но следом входит милиционер. Бож-Али возвращает оставленный у него мешок Сутарби. Милиционер уводит Сутарби.
Входит Абубешар. Он выговаривает Бож-Али за то, что он позволил себя избить и зовёт с собой мстить обидчикам. Когда Бож-Али отказывается, Абубешар заявляет о разрыве всех отношений с племянником и уходит.
Приходит Зулай, интересуется здоровьем Бож-Али. Она принесла ему поесть. Бож-Али извиняется перед ней и просит вернуться.

## История

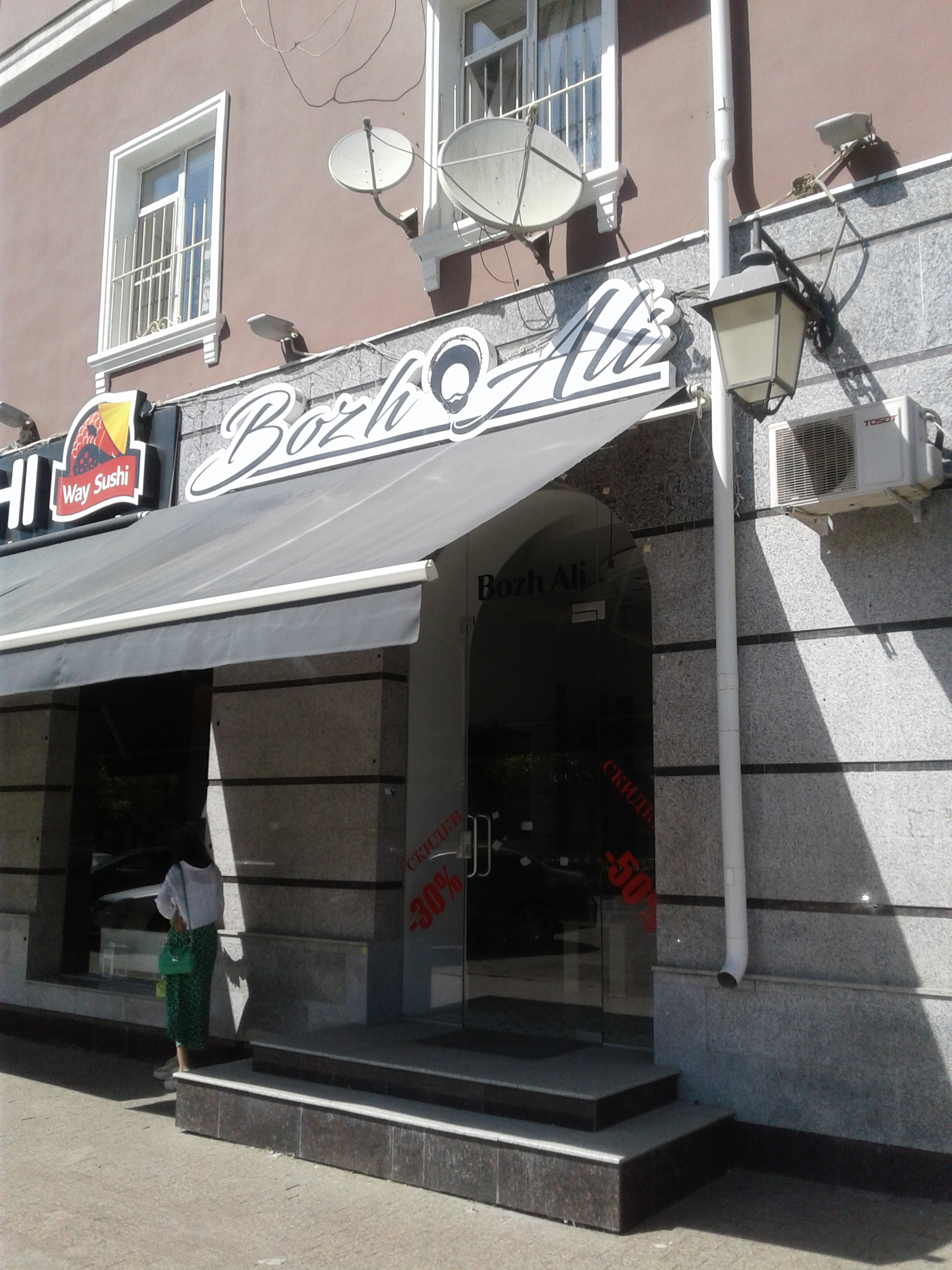
Кафе «Бож-Али» в центре Грозного.

Спектакль поставлен по пьесе Абдул-Хамида Хамидова «Падение Бож-Али». Первым постановщиком спектакля был режиссёр Пётр Харлип. В премьере, которая состоялась в 1965 году, были задействованы лучшие артисты чеченской сцены. Спектакль оказался настолько удачным, что зрители буквально стонали от хохота, а от оваций, казалось, обрушатся своды зрительного зала. На следующий день газеты пестрели восторженными откликами, смысл которых был в том, что подобный спектакль мог бы украсить любой театр России.
Зулейхан Багалова вспоминала:
«Бож-Али» смотрели все. Женщины приходили с грудными детьми, в зале можно было увидеть даже людей в инвалидных колясках. 300 аншлагов за год! Люди не могли насытиться этим зрелищем. Хохот в зале стоял такой, что слышно было даже на улице. А однажды Сутарби прикрикнул со сцены во время спектакля на женщину, которая пришла с ребёнком, но вскоре, увлечённая игрой актёров, совершенно перестала следить за своим шалуном: «Женщина, смотри за своим ребёнком!»… Я видела, как одного дядечку с большим животом увезла «скорая»… Где-то после третьего акта у него от смеха что-то там защемило в животе.
Фразы из спектакля стали крылатыми и разошлись на цитаты. За исполнителями ведущих ролей в спектакле прочно закрепились имена персонажей, которых они сыграли. Например, после этого спектакля Альви Дениева, сыгравшего роль спекулянта Сутарби, всегда называли именем сыгранного им персонажа. То же самое относится к Раисе Гичаевой, которая исполнила роль Маймы и ряду других артистов.
В 1967 году на Всесоюзном конкурсе новых драматических произведений спектакль был награждён дипломом III степени. Режиссёр-постановщик спектакля Мималт Солцаев, актёры Муталип Давлетмирзаев, Зулейхан Багалова, Альви Дениев удостоены почётных дипломов Министерства культуры СССР и Всероссийского театрального общества.
Спустя почти полвека с момента первой постановки, продолжает с успехом ставиться на сцене Чеченского драматического театра. Пьеса была переведена на турецкий, арабский, кумыкский, лакский, осетинский, кабардинский и другие языки, была поставлена на сценах театров Башкортостана, Татарстана, Турции, Иордании, Сирии и других.
На сентябрь 2014 года, за 49 лет сценической жизни, спектакль ставился более 1300 раз. В течение первого года он показывался более ста раз, и каждый раз при полном аншлаге. Газета «Советская культура» писала, что это уникальный случай непрерывных аншлагов, сравнимый лишь с гоголевским «Ревизором».
Спектакль ставили режиссёры Пётр Харлип, лауреаты Государственной премии РСФСР имени К. Станиславского Мималт Солцаев и Руслан Хакишев.